# Zahnašovice
Zahnašovice (in tedesco Zahnaschowitz) è un comune della Repubblica Ceca facente parte del distretto di Kroměříž, nella regione di Zlín.